# Parafia Królowej Różańca Świętego w Dzierżoniowie
Parafia Królowej Różańca Świętego w Dzierżoniowie – rzymskokatolicka parafia znajdująca się w dekanacie dzierżoniowskim diecezji świdnickiej. 

## Historia
W latach 1984–1987, dzięki staraniom i uporowi ks. prał. Sylwestra Irli, wzniesiono kaplicę mszalną i dom katechetyczny. 1 września 1988 erygowano parafię pw. Królowej Różańca Świętego, wydzielając osiedla Jasne i Różane z parafii św. Jerzego oraz os. Błękitne z parafii Chrystusa Króla. Budowę kościoła rozpoczął ks. prałat Zygmunt Kokoszka, od 1989 r. proboszcz nowej wspólnoty parafialnej. Kamień węgielny pod świątynię poświęcił 8 czerwca 1992 kard. Henryk Gulbinowicz. 23 listopada 2003 konsekrował kościół. W latach 1997–2004 wybudowano plebanię. W obiekcie katechetycznym zaadaptowano w 1998 wielofunkcyjną salę na kaplicę mszalną. W latach 2004–2006 dokonano jej remontu, natomiast w 2012 nadano jej tytuł bł. Jana Pawła II.
Parafia liczy 11 040 wiernych. Jej proboszczem od 1989 roku jest ks. prałat Zygmunt Kokoszka. 

## Grupy parafialne
W parafii działa rada parafialna, Żywy Różaniec, Zespół Charytatywny, Ruch Światło-Życie, służba liturgiczna, Parafialna Grupa Teatralna, Wspólnota Krwi Chrystusa, Straż Honorowa Najśw. Serca Pana Jezusa, Eucharystyczny Ruch Młodych, Grupa Modlitewna św. Ojca Pio, chór, schola, Akcja Katolicka, Towarzystwo Przyjaciół WSD, Stowarzyszenie Klubu Abstynenta „Na Pawłowym Wzgórzu”.